# Culex lahillei
Culex lahillei är en tvåvingeart som beskrevs av Franz Ewald Theodor Bachmann och Casal 1962. Culex lahillei ingår i släktet Culex och familjen stickmyggor. Inga underarter finns listade i Catalogue of Life.